# Ketelsbüttel
Ketelsbüttel ist ein Ortsteil der Gemeinde Wöhrden im Kreis Dithmarschen in Schleswig-Holstein. Er liegt etwa 3 km südlich des namenstiftenden Hauptortes.

## Geschichte
Am 1. April 1934 wurde die Kirchspielslandgemeinde Nordermeldorf aufgelöst. Alle ihre Dorfschaften, Dorfgemeinden und Bauerschaften wurden zu selbständigen Gemeinden/Landgemeinden, so auch Ketelsbüttel. Der Name des Dorfes Ketelsbüttel stammt aus dem Wöhrdener Plattdeutschen, zu welchem auch ein eigenes Wörterbuch verfasst wurde (Woierner Wöör). Er bedeutet im Hochdeutschen direkt übersetzt Kesselsbeuteln. Die künstliche Wurth, die Ketelsbüttels Dorfstraße über die Erhebung von Südwesten nach Nordostennoch heute beschreibt, welche durch die Bauern Ketelsbüttles in dessen frühesten Zeiten mit Kesseln und Beuteln aufgeschüttet wurde, ist seither dafür Namensgebend. Der Name der Gemeinde Wöhrden hat in dessen Plattdeutsch ebendiese Bedeutung, die Wurthen oder die Warften. Diese beschreiben eine Erhöhung, welche dem Schutz der Bewohner und dem Vieh dieser vor dem Meer (in diesem Fall der Nordsee), ähnlich den Halligen, welche jedoch weiter vorgelagert in der Nordsee errichtet wurden.
Am 1. Januar 1974 wurde Ketelsbüttel in die damalige Gemeinde Süderwöhrden, die am 1. Mai 1978 in Wöhrden umbenannt wurde, eingegliedert.
Früher gehörten die Einwohner Ketelsbüttels als Glieder der Kirchengemeinde Hemmingstedt an.

## Religion
Die Einwohner von Ketelsbüttel lutherischen Glaubens sind Glieder der Kirchengemeinde Wöhrden.

## Verwaltung
Als Ortsteil von Wöhrden obliegt die kommunalpolitische Verwaltung dem Amt KLG Heider-Umland.

## Vereine und Verbände
- Freiwillige Feuerwehr Ketelsbüttel
- Ringreiterverein Ketelsbüttel